# Замок Кривекиран
Замок Кривекиран (англ. Creevekeeran Castle) — один из замков Ирландии, расположен в графстве Арма, Северная Ирландия. Замок стоит на скале, сохранился частично — часть западной стены башни. Башня имела три этажа. Замок планируется сохранить как памятник истории и культуры графства Арма.